# Кандалану
Кандалану (др.-греч. Κινηλαδανος) — царь Вавилонии с осени 648 по май 627 года до н. э.

## Биография
Кандалану упоминается Птолемеем и клинообразными списками, контрактами и историческими источниками как преемник Шамаш-шум-укина.
Посажен на престол Вавилона, после подавления восстания Шамаш-шум-укина ассирийским царём Ашшурбанапалом, в качестве марионетки. Все подлинные документы, сохранившиеся со времени Кандалану, состоят из датировочных формул и одной повреждённой более поздней хронологической надписи из Харрана, которая, кажется, перечисляет вавилонских царей VI века до н. э. Нехватка источников и та небольшая информация, которую они действительно дают, мешает узнать, кем был Кандалану. Он, возможно, был одним из сыновей Асархаддона или кем-то из местной знати, которая осталась лояльной ассирийцам во время восстания. Его имя, кажется, означает своего рода физическое уродство, возможно косолапость.
В 633 году до н. э. Син-шар-ишкун, один из сыновей Ашшурбанапала, стал носить титул «царь Ассирии» где-то в районе города Урука. Однако в 631 году до н. э. Урук признал вавилонского царя Кандалану, а в 628 году до н. э. — снова Син-шар-ишкуна. Политическая подоплёка таких перемен нам не известна. Возможно, Кандалану и Син-шар-ишкун оспаривали друг у друга власть в Южной Месопотамии и один из них перестал подчиняться «царю Вселенной» Ашшурбанапалу. Хотя ничего точно утверждать нельзя из-за скудости материала, сохранившегося с тех времён.
Умер Кандалану в мае 627 года до н. э., после 21 года правления.
Существует предположение о тождестве Кандалану с Ашшурбанапалом, принявшим для Вавилона местное имя.